# Koczkodan czarnosiwy
Koczkodan czarnosiwy, koczkodan elgoński, koczkodan rudouchy, koczkodan morski, koczkodan czujny, koczkodan transwalski  (Cercopithecus mitis) – gatunek ssaka naczelnego z podrodziny koczkodanów (Cercopithecinae) w obrębie rodziny koczkodanowatych (Cercopithecidae).

## Taksonomia
Gatunek po raz pierwszy zgodnie z zasadami nazewnictwa binominalnego opisał w 1822 roku niemiecki przyrodnik Johann Wolf, nadając mu nazwę Cercopithecus mitis. Wolf nie podał miejsca typowego, autorzy Mammal Species of the World jako miejsce typowe podają Gwineę, ale prawdopodobnie była to Angola. Wolf swój opis oparł na ilustracji żywego osobnika.
C. mitis należy do grupy gatunkowej mitis. Taksonomia wysoce wielo-taksonowej grupy mitis jest wciąż nierozwiązana i różni się w zależności od ujęcia taksonomicznego. Obecnie (2020) w obrębie grupy mitis rozpoznane są dwa gatunki (C. mitis i C. nictitans), ale trzy inne taksony traktowane w różnych ujęciach systematycznych jako odrębne gatunki (C. doggetti, C. kandti i C. albogularis) zostały wstępnie włączone do C. mitis w następstwie przeprowadzonych badań. Zachodzi potrzebna dodatkowych badań dotyczących podziału systematycznego. Autorzy Illustrated Checklist of the Mammals of the World rozpoznają szesnaście podgatunków. Podstawowe dane taksonomiczne podgatunków (oprócz nominatywnego) przedstawia poniższa tabelka:
| Podgatunek           | Oryginalna nazwa                                    | Autor i rok opisu               | Miejsce typowe | Holotyp |
| -------------------- | --------------------------------------------------- | ------------------------------- | --- | --- |
| C. m. albogularis    | Semnopithecus? albogularis                          | Sykes, 1831                     | Angola. | Skóra i czaszka samca (sygnatura BMNH Mammals 1855.12.24.13) ze zbiorów Muzeum Historii Naturalnej w Londynie. |
| C. m. albotorquatus  | Cercopithecus albotorquatus                         | Pousargues, 1896                | Nieznane. | Zamontowana skóra (w naturalnej pozycji) z czaszką w środku samicy (sygnatura MNHN-ZM-MO-1887-733) ze zbiorów Muzeum Historii Naturalnej w Paryżu.                                                                   |
| C. m. boutourlinii   | Cercopithecus boutourlinii                          | Giglioli, 1887                  | Keffa, Etiopia. | Zamontowana skóra, czaszka i szkielet pozaczaszkowy samicy (sygnatura MF 73) ze zbiorów Museo di storia naturale sezione di zoologia „La Specola”, we Florencji; okaz zebrał w 1885 roku Raffaele Leopoldo Traversi. |
| C. m. doggetti       | Cercopithecus leucampyx doggetti                    | Pocock, 1907                    | Pomiędzy jeziorami Karengye a Burumba, na północ od rzeki Kagera, południowo-zachodnie Ankole, Uganda.                                           | Młodociana samica (sygnatura BMNH Mammals 1904.8.1.1) ze zbiorów Muzeum Historii Naturalnej w Londynie; okaz zebrał w listopadzie 1911 roku Walter Grimwood Doggett.                                                 |
| C. m. erythrarchus   | Cercopithecus erythrarchus                          | W. Peters, 1852                 | Quelimane, Inhambane, wybrzeże południowego Mozambiku.                                                                                           | Okaz odłowiony podczas ekspedycji po Mazambiku. |
| C. m. heymansi       | Cercopithecus mitis heymansi                        | Colyn & W.N. Verheyen, 1987     | Yaenero (0°N 25°E/0,200000 24,783333), Demokratyczna Republika Konga.                                                                            | Skóra i czaszka dorosłego samca (sygnatura RMCA 1986.025-M-0004) ze zbiorów Królewskiego Muzeum Afryki Środkowej w Tervuren; okaz zebrany w sierpniu 1985 roku.                                                      |
| C. m. kandti         | Cercopithecus kandti                                | Matschie, 1905                  | Wirunga, Demokratyczna Republika Konga. | 3 niekompletne skóry oprawione przez rdzennych mieszkańców. |
| C. m. kolbi          | Cercopithecus kolbi                                 | Neumann, 1902                   | Skarpa Kedong, 70 mi (113 km) na południowy zachód od góry Kenia, Kenia.                                                                         | Dorosła samica (sygnatura BMNH Mammals 1900.1.3.1) ze zbiorów Muzeum Historii Naturalnej w Londynie; okaz zebrał 21 września 1899 roku C.S. Betton.                                                                  |
| C. m. labiatus       | Cercopithecus labiatus                              | I. Geoffroy Saint-Hilaire, 1842 | Południowa Afryka. | Zamontowa skóra (w naturalnej pozycji) z czaszką w środku osobnika nieznanej płci (sygnatura MNHN-ZM-2005-972) ze zbiorów Muzeum Historii Naturalnej w Paryżu.                                                       |
| C. m. manyaraensis   | Cercopithecus mitis manyaraensis                    | Butynski & de Jong, 2020        | Północny kraniec jeziora Manyara (3°S 36°E/-3,366667 35,833333; na wysokości 970 m n.p.m.), dystrykt Mbulu, Manyara, środkowo-północna Tanzania. | Skóra dorosłej samicy (sygnatura BMNH Mammals 1937.11.8.1) ze zbiorów Muzeum Historii Naturalnej w Londynie; okaz zebrali 1 maja 1937 roku B. Cooper i F. Colyer.                                                    |
| C. m. moloneyi       | Cercopithecus moloneyi                              | P.L. Sclater, 1893              | Karonga, północno-zachodni brzeg jeziora Niasa, Malawi.                                                                                          | Skóra dorosłego samca (sygnatura BMNH Mammals 1966.21) ze zbiorów Muzeum Historii Naturalnej w Londynie; okaz zakupił w kwietniu 1892 roku od rdzennych mieszkańców Alexander Whyte.                                 |
| C. m. monoides       | Cercopithecus monoides                              | I. Geoffroy Saint-Hilaire, 1841 | Tanzania. | Zamontowana skóra (w naturalnej pozycji) i czaszka dorosłej samicy (sygnatura MNHN-ZM-2005-986) ze zbiorów Muzeum Historii Naturalnej w Paryżu; okaz zebrał 22 listopada 1838 roku de Beauveau.                      |
| C. m. opisthostictus | Cercopithecus opisthostictus                        | P.L. Sclater, 1894              | Jezioro Mweru, Zambia. | Lektotyp wyznaczony przez Ernesta Schwarza: skóra dorosłego osobnika (sygnatura BMNH Mammals 1894.3.8.22) ze zbiorów Muzeum Historii Naturalnej w Londynie; okaz zebrał A.A. Sharpe.                                 |
| C. m. stuhlmanni     | Cercopithecus stuhlmanni                            | Matschie, 1893                  | Na północ od Kinyawanga, w pobliżu Beni, dolina Semliki, Demokratyczna Republika Konga.                                                          | Zamontowana skóra i czaszka (sygnatura ZMB 33622) ze zbiorów Muzeum Historii Naturalnej w Londynie; okaz zebrał Mehmed Emin Pasza.                                                                                   |
| C. m. zammaranoi     | Cercopithecus (Insignicebus) albogularis zammaranoi | De Beaux, 1924                  | Bidi Scionde, Dżuba Dolna, Somalia. | Skóra i czaszka dorosłego samca (sygnatura V-VI-1922) ze zbiorów Muzeum Historii Naturalnej w Mediolanie, zniszczony w 1943 roku; okaz zebrał 5 czerwca 1922 Vittorio Tedesco Zammarano.                             |

### Etymologia
- Cercopithecus: gr. κερκοπίθηκος kerkopithēkos „małpa z długim ogonem”, od gr. κερκος kerkos „ogon”; πιθηκος pithēkos „małpa”[78].
- mitis: łac. mitis „niegroźny, łagodny”[79].
- albogularis: łac. albus „biały”[80]; nowołac. gularis „gardłowy”, od łac. gula „gardło”[81].
- albotorquatus: łac. albus „biały”; torquatus „obrożny”, od torquis lub torques „kołnierz, obroża”[82].
- boutourlinii: hrabia Augusto Boutourline (?–?), potomek rosyjskiej rodziny szlacheckiej, podróżnik po Azji i Afryce[83].
- doggetti: Walter Grimwood Doggett (około 1876–1905), brytyjski kolekcjoner, taksydermista, fotograf i przyrodnik z Afryki Wschodniej w latach 1899–1903[84].
- erythrarchus: gr. ερυθρος eruthros „czerwony”[85]; αρχος arkhos „odbyt”[86].
- heymansi: Jean-Claude Heymans (?–?), francuski przyrodnik, kierownik Wydziału „Ecologie et Conservation de la Nature” uniwersytetu w Kisangani[50].
- kandti: dr. Richard Kandt (1867–1918), niemiecki urzędnik państwowy, lekarz, badacz i przyrodnik, podróżował po Kongo w latach 1897–1903[87].
- kolbi: dr. George Kolb (?–1899), niemiecki zoolog i podróżnik[88].
- labiatus: łac. labiatus „wargowy”, od labia „usta, wargi”[89].
- manyaraensis: jezioro Manyara, Tanazania[51].
- moloneyi: Sir Cornelius Alfred Moloney (1848–1913), brytyjski urzędnik państwowy i kolonialny[90].
- monoides: późnołac. monoides „jednolity”, od gr. μονοειδης monoeidēs „zwykły, jednolity”[91].
- opisthostictus: gr. οπισθε opisthe „tył”[92]; στικτος stiktos „cętkowany, kropkowany”, od στιζω stizō „tatuować”[93].
- stuhlmanni: prof. dr Franz Ludwig Stuhlmann (1863–1928), niemiecki przyrodnik, kolekcjoner ze Afryki Wschodniej z lat 1888–1900[94].
- zammaranoi: ppłk Vittorio Tedesco Zammarano (?–?), włoski oficer, podróżnik i myśliwy, związany z Civico Museo Archeologico di Milano[95].

## Zasięg występowania
Koczkodan czarnosiwy występuje w zależności od podgatunku:
- C. mitis mitis – koczkodan czarnosiwy – zachodnia Angola.
- C. mitis albogularis – koczkodan białogardły – od jeziora Kilifi Creek na wybrzeżu Kenii na południe do rzeki Pangani w północnej Tanzanii, łącznie z górami Kilimandżaro, Meru i wyspą Zanzibar (archipelag Zanzibar).
- C. mitis albotorquatus – koczkodan obrożny – wzdłuż wybrzeża Kenii w Boni National Reserve, Dodori National Reserve, Kipini Conservancy, w archipelagu Lamu, Witu Forest Reserve i w głąb lądu do Tana River Primate National Reserve, Parku Narodowego Meru i Kora National Park oraz wzdłuż południowego wybrzeża Somalii, być może tak daleko na północ, jak Kismaju.
- C. mitis boutourlinii – koczkodan diademowy – południowo-zachodnia Etiopia, od jeziora Tana na południe wzdłuż zachodniego wybrzeża Etiopii na północ od jeziora Turkana.
- C. mitis doggetti – koczkodan srebrny – wschodnia Demokratyczna Republika Konga, góry na zachód od jezior Edwarda i Tanganika (południowa granica zgłoszona na 3°52’S, 28°55’E) rozciągający się daleko na zachód od głównych wyżyn w Nyakanyendje (02°24’S, 28°18’E) oraz do południowej Ugandy, Rwandy, Burundi (na wschód między jeziorami Kiwu i Tanganika) oraz do północno-zachodniej Tanzanii (Bukoba).
- C. mitis erythrarchus – koczkodan mozambicki – od płaskowyżu Mlandżi w południowym Malawi, na południe do Zimbabwe, przez znaczną część Mozambiku (chociaż granice przybrzeżne są niepewne), do prowincji Limpopo i północnej części KwaZulu-Natal w Południowej Afryce.
- C. mitis heymansi – koczkodan skryty – wschodnia Demokratyczna Republika Konga (obszar między rzekami Lomami i Lualaba, sięgający około 2°S i rozciągający się nieco na zachód od rzeki Lomami).
- C. mitis kandti – koczkodan złoty – Wielki Rów Zachodni, z potwierdzoną obecnością w pozostałościach lasów afro-górskich we wschodniej Demokratycznej Republice Konga i południowo-zachodniej Ugandzie (góry Sabinyo i Mgahinga), w zachodniej części Wirunga oraz w zachodniej Rwandzie (lasy Gishwati i Nyungwe); uważa się, że występuje również w Burunga i Rubengera we wschodniej części Wirunga.
- C. mitis kolbi – koczkodan kenijski – Central Highlands w Kenii na wschód od Wielkich Rowów Afrykańskich.
- C. mitis labiatus – koczkodan wargowy – wyżyny wschodniej Południowej Afryki w prowincjach Limpopo, Mpumalanga, KwaZulu-Natal i Prowincji Przylądkowej Wschodniej.
- C. mitis manyaraensis – jezioro Manyara i obszar Ngorongoro.
- C. mitis moloneyi – koczkodan zambijski – od północno-wschodniej Zambii na zachód od rzeki Luangwa, przez skrajnie północne Malawi, do Southern Highlands i jeziora Rukwa w południowej Tanzanii.
- C. mitis monoides – koczkodan tanzański – przybrzeżna Tanzania (w tym Selous Game Reserve, wzgórza Kichi i wyspa Mafia), na zachód do podnóża gór Udzungwa, na południe do Newali i północno-wschodniego Mozambiku.
- C. mitis opisthostictus – koczkodan plamkozady – południowo-wschodnia Demokratyczna Republika Konga (od około 6°N na zachodnim brzegu rzeki Lualaba na południe do prowincji Katanga i na zachód do jeziora Tanganika), północna Zambia (na zachód od rzeki Luangwa) i wschodnia Angola.
- C. mitis stuhlmanni – koczkodan zairski – południowy Sudan Południowy (wzgórza Didinga i góry Imatong), Uganda (na północy w Bunyoro, na wschodzie w Tororo i dalej na zachód), zachodnia Kenia (na zachód od Wielkich Rowów Afrykańskich, w tym Mount Elgon i Las Kakamega) oraz północno-wschodnia Demokratyczna Republika Konga, z obszarem między rzekami Uele i Kongo, od rzeki Itimbiri na wschód do lasów Ituri i Semliki oraz na południe do rzeki Lualaba na około 6°S.
- C. mitis zammaranoi – koczkodan somalijski – południowa Somalia wzdłuż rzek Dżuba i Uebi Szebelie.

## Morfologia
Długość ciała (bez ogona) samic 39–59 cm, samców 46–71 cm, długość ogona samic 49–88 cm, samców 60–95 cm; masa ciała samic 2,7–5,5 kg, samców 5,9–9 kg dla podgatunku mitis; długość ciała (bez ogona) 57–65 cm, długość ogona 79 cm; masa ciała samic 3,3–3,5 kg, samców 8–10 kg dla podgatunku kandti; długość ciała (bez ogona) samic 20–65 cm, samców 25–68 cm, długość ogona samic 26–85 cm, samców 31–95 cm; masa ciała samic 1,5–6 kg, samców 2,7–11,1 kg dla podgatunku albogularis. Głowa jest krągła, z krótkim nosem. Nad oczyma znajduje się wyraźna przepaska z długich brwi. Kępki na uszach są białe. Futro jest miękkie i gęste, na nogach i plecach ciemnobrązowa lub niebiesko-czarna. Na plecach i po bokach ciała w szarobrązowym odcieniu. Ogon jest bardzo długi i pomaga małpie utrzymać równowagę. Najczęściej jest uniesiony i łukowato wygięty. Kończyny tylne są dłuższe niż przednie.

## Ekologia

### Tryb życia
Koczkodan czarnosiwy jest płochliwą i ostrożną małpą. Większość czasu spędza na najwyższych gałęziach drzew. Żyje w stadach, najaktywniejszy jest rano i pod wieczór. Upalne godziny popołudniowe spędza odpoczywając w cieniu gęstych gałęzi. Członkowie stada czyszczą sobie w tym czasie wzajemnie sierść, co przyczynia się do umacniania więzi w grupie.
Stado koczkodanów składa się z 10–30 samic i jednego dojrzałego płciowo samca. Młode samice najczęściej przez całe życie pozostają ze swoją matką. Samiec nie musi całego życia spędzić z jednym stadem. Często związek trwa tylko kilka tygodni, nieraz lat, zawsze jednak samiec jest niekwestionowanym wodzem.
Choć pojedyncze stada koczkodanów zamieszkują własne, ograniczone terytorium, którego bronią przed sąsiadami, często tworzą w ciągu dnia mieszane grupy z innymi gatunkami koczkodanów oraz z gazelami i szympansami.

### Pożywienie
Podczas poszukiwania pożywienia całe stado przemieszcza się po swoim terytorium. Koczkodany czarnosiwe żywią się głównie owocami, ale nie gardzą też nasionami, pąkami, liśćmi, a nawet korą drzew. Ten wegetariański jadłospis uzupełniają owadami, jaszczurkami, ptakami i małymi ssakami.
Ich nawyki nie różnią się od przyzwyczajeń innych małp wąskonosych. Pożywienie podają sobie jedną ręką. Afrykańscy farmerzy i leśnicy uważają koczkodany za szkodniki, ponieważ pustoszą ich zbiory.

### Rozmnażanie
Pora godowa zmienia się w zależności od regionu występowania. W wilgotnych lasach tropikalnych parzenie następuje najczęściej w porze suchej, na wyżej położonych terenach jesienią, a na innych obszarach może odbywać się cały rok. Jeśli w stadzie jeszcze inna samica ma ruję, do stada zostaje gościnnie przyjęty samotnie żyjący samiec.
Samica miewa młode z reguły co 2 lata. Najczęściej rodzi się tylko jedno młode, przeważnie w nocy, na drzewie. Zaraz po urodzeniu chwyta się sierści matki na brzuchu. Długi ogon, który jest na początku sztywny, pomaga mu w utrzymaniu się.

## Status zagrożenia
W Czerwonej księdze gatunków zagrożonych Międzynarodowej Unii Ochrony Przyrody i Jej Zasobów został zaliczony do kategorii LC (ang. least concern ‘najmniejszej troski’).